# Писеево
Писеево — деревня в Алнашском районе Удмуртии. Административный центр Писеевского сельского поселения.

## География
Находится в 16 км к северу от села Алнаши и в 72 км к юго-западу от Ижевска. Расположена на реке Чаж.

## История
Согласно VIII ревизской сказки 1834 года в деревне Писеева проживали ясашные крестьяне из новокрещёных удмуртов, на 22 дворах проживали 206 человек, из них 107 мужчин, 99 женщин (источник: Ревизские сказки Вятской губернии Елабужского уезда Можгинской волости о ясашных новокрещеных вотяках 1834 года. НА РТ. 3-2-536).

По итогам десятой ревизии 1859 года в 36 дворах казённой деревни Псеева (Писеево, Исеево)  Можгинской волости Елабужского уезда Вятской губернии проживали 124 жителя мужского пола и 120 женского, располагались сельское управление и 2 мельницы. В 1861 году открыт приход Покровской церкви села Большая Кибья, в состав нового прихода переданы несколько селений в том числе деревня Псеева.
В 1921 году, в связи с образованием Вотской автономной области, деревня передана в состав Можгинского уезда. В 1924 году при укрупнении сельсоветов в состав Писеевского сельсовета Большекибьинской волости включено 9 населённых пунктов. В 1929 году упраздняется уездно-волостное административное деление и сельсовет причислен к Алнашскому району. 24 апреля 1930 года в деревне Писеево образована сельхозартель (колхоз) «имени Ильича».
- Байков Степан Корнилович — кулак.
- Байкова Мавра Степановна — член семьи кулака.
- Байков Самсон Степанович (1905 г.р.) — член семьи кулака.
- Байкова Агафья Гавриловна (1905 г.р.) — член семьи кулака.
- Байков Федор Самсонович (1931 г.р.) — член семьи кулака.
- Бусыгин Иван Григорьевич (1880 г.р.) — кулак.
- Бусыгин Григорий Аникиевич (1893 г.р.) — кулак.
- Бусыгина Акулина Ивановна — член семьи кулака.
- Бусыгина Евдокия Гавриловна (1884 г.р.) — член семьи кулака.
- Бусыгина Ксения Ильинична (1890 г.р.) — член семьи кулака.
- Бусыгина Мария Ивановна (1908 г.р.) — член семьи кулака.
- Бусыгин Максим Григорьевич (1913 г.р.) — член семьи кулака.
- Бусыгин Василий Григорьевич (1925 г.р.) — член семьи кулака.
- Бусыгин Мария Григорьевна (1927 г.р.) — член семьи кулака.
- Григорьева Елизавета Григорьевна (1877 г.р.) — кулак.
- Григорьева Елизавета Григорьевна (1877 г.р.) — арестована 20 октября 1937 года. Приговор: 8 лет.
- Даньков Игнатий Лаврентьевич (1887 г.р.) — арестован 23 февраля 1930 года. Приговор: 5 лет.
- Кашин Павел Михайлович (1891 г.р.) — кулак.
- Кашина Клавдия Елизаровна (1898 г.р.) — член семьи кулака.
- Каштанов Федор Трифонович (1881 г.р.) — уборщик в школе. Арестован 30 июня 1936 года. Приговор: 5 лет.
- Козырев Иван Алексеевич (1896 г.р.) — кулак.
- Козырева Татьяна Алексеевна — член семьи кулака.
- Козырев Тихон Алексеевич — член семьи кулака.
- Козырева Ольга Ивановна (1923 г.р.) — член семьи кулака.
- Козырева Евдокия Ивановна (1925 г.р.) — член семьи кулака.
- Козырев Игнатий Иванович (1927 г.р.) — член семьи кулака.
- Козырева Зинаида Ивановна (1929 г.р.) — член семьи кулака.
- Козырев Михаил Иванович (1931 г.р.) — член семьи кулака.
- Кузнецова Елизавета Григорьевна (1877 г.р.) — кулак.
- Кузнецова Аксинья Константиновна (1904 г.р.) — член семьи кулака.
- Кузнецова Евдокия (1910 г.р.) — член семьи кулака.
- Кузнецов Илья Константинович (1919 г.р.) — член семьи кулака.
- Чукарев Илья Ксенофонтович (1902 г.р.) — член семьи кулака.

В 1937 году образован Пычасский район, Писеевский сельсовет передан в состав нового района. В 1950 году проводится укрупнение сельхозартелей, колхозы нескольких соседних деревень объединены в один колхоз «имени Ильича», центральная усадьба которого размещена в деревне Писеево. Но уже в следующем 1951 году проводится ещё одно укрупнение, в состав колхоза включено ещё несколько деревень и центральная усадьба укрупнённого колхоза переведена в деревню Нижний Сырьез. В 1956 году район упразднён и сельсовет вернулся в состав Алнашского района. С 1963 по 1966 годы Писеевский сельсовет был временно упразднён и его населённые пункты входили в состав Большекибьинского сельсовета.
16 ноября 2004 года Писеевский сельсовет был преобразован в муниципальное образование «Писеевское» и наделён статусом сельского поселения.

## Население
| 2008 | 2010 | 2012 |
| ---- | ---- | ---- |
| 275  | ↘257 | ↘244 |

## Люди, связанные с деревней
- Журавлёв Матвей Ксенофонтович — уроженец деревни, призван Ижевским ГВК в 1933 году. Командир корабля 1-го авиаполка дальнего действия, с первых дней войны в действующей армии. Награждён орденами Ленина, Красной Звезды, фронтовыми медалями[14].

## Инфраструктура
Личное подсобное хозяйство с зоной сельскохозяйственного использования, индивидуальная застройка усадебного типа.
Основа экономики — сельское хозяйство.
- Писеевский детский сад
- Писеевская средняя школа

## Транспорт
Автобусное сообщение с райцентром. Остановка общественного транспорта «Писеево».